# Takatsukasa Fuyumichi
Takatsukasa Fuyumichi (鷹司 冬通?   1331 - 1386) fue un kugyō (cortesano japonés de alta categoría) que vivió durante la era Nanbokucho. Fue miembro de la familia Takatsukasa (rama derivada del clan Fujiwara) e hijo de Takatsukasa Morohira.
Ingresó a la corte imperial en 1340 con el rango jugoi inferior y ascendió ese mismo año con el rango shōgoi inferior. En 1341 ascendió al rango jushii inferior, en 1342 al rango shōshii inferior y luego jusanmi. También en 1342 fue designado vicegobernador de la provincia de Harima. En 1344 fue promovido a chūnagon.
En 1346 fue ascendido al rango shōsanmi y en 1347 promovido como gondainagon. Hacia 1349 fue ascendido al rango junii y luego en 1355 al rango shōnii.
Fue nombrado udaijin en 1360, y entre 1362 y 1369 fue promovido a sadaijin. En 1363 fue ascendido al rango juichii y entre 1367 y 1369 fue nombrado kanpaku (regente) del Emperador Go-Kōgon de la Corte del Norte.
Tuvo como hijo al regente Takatsukasa Fuyuie.